# Ralph Hartzler Fox
|  | No s'ha de confondre amb Ralph Fox. |

Ralph Hartzler Fox   (Morrisville, 24 de març de 1913 - Filadèlfia, 23 de desembre de 1973), o simplement Ralph Fox, va ser un matemàtic estatunidenc.
Fox, de família quàquera, va ser educat a casa fins que va començar els estudis superiors al Swarthmore College durant dos anys, mentre estudiava també piano al Leefson Conservatory of Music de Filadèlfia. Va obtenir un màster a la universitat Johns Hopkins i un doctorat a la universitat de Princeton el 1939. Després d'un curs com assistent de recerca a l'Institut d'Estudis Avançats de Princeton, va ser professor a la universitat de Syracusa fins al 1945. En aquesta data va ser nomenat professor de la universitat de Princeton en la qual va romandre fins a la seva mort, engrandint considerablement l'escola de teoria de nusos que havia caracteritzat el departament de matemàtiques de Princeton.
Va publicar una cinquantena d'articles científics, a més de la influent monografia Introduction to Knot Theory (Introducció a la teoria de nusos) (1963). Les seves contribucions matemàtiques inclouen la n-coloració de nusos, l'arc de Fox-Artin i el càlcul diferencial lliure.